# M3 (album)
M3 è il terzo album in studio del gruppo musicale alternative metal statunitense Mushroomhead pubblicato nel 1999 da MRH.

## Tracce
1. Before I Die – 3:12
2. Solitaire/Unraveling – 4:34
3. The New Cult King – 5:07
4. Inevitable – 5:02
5. Xeroxed – 2:55
6. The Final Act – 4:43
7. Conflict – The Argument Goes On – 2:41
8. Exploiting Your Weakness – 4:21
9. Beauteous – 3:11
10. Born of Desire – 4:02
11. Dark and Evil Joe – 12:17

## Formazione
- J Mann - voce
- Jeffrey Nothing - voce
- Pig Benis - basso
- J.J. Righteous - chitarre
- Dinner - chitarre
- Shmotz - tastiere
- Skinny - batteria, percussioni
- Bronson - samples
- Scott Edgell - voce